# Labyrinth-Skulptur
Die Labyrinth-Skulptur (polnisch rzeźba „Labirynt“) ist eine baufällige Brunnenskulptur in der polnischen Stadt Stettin, die sich an der Kreuzung der Aleja Wojska Polskiego (vormals Falkenwalderstraße) und des Plac Zwycięstwa (vormals Hohenzollernplatz) in der Stadtsiedlung Centrum im Stadtbezirk Śródmieście befindet.

## Beschreibung
Labyrinth ist eine modernistische Brunnenskulptur in Form eines abgeschrägten Quaders. Sie besteht aus Klinkern, die in den Konturen einer Frau, eines Baumes und eines Mannes angeordnet sind. Die mit Glasur überzogenen Klinker wurden ursprünglich in einer bestimmten Frequenz mit Wasser besprengt, das in den Farben des Regenbogens schimmerte.

## Geschichte
Die Skulptur Labyrinth geht auf eine Initiative aus dem Jahr 1997 von Pomorski Bank Kredytowy (Pommersche Kreditbank; die Bank befand sich im Erdgeschoss des Mietshauses hinter der Skulptur) und der Stadtverwaltung von Stettin zurück. Die Skulptur wurde von Ryszard Wilk entworfen und von Adam Jakubowski aufgestellt. Das Bauwerk wurde an das Wasserversorgungssystem der oben genannten Bank angeschlossen. Nach weniger als drei Monaten Betrieb verstopften die Düsen des Brunnens, wodurch die Wasserzufuhr unterbrochen wurde. Es wurde versucht, die Skulptur zu retten, indem die Ziegel mit matter Farbe gestrichen wurden, und es wurde auch erwogen, die Anlage in ein Blumenbeet umzuwandeln. Im Laufe der Zeit wurde die Installation durch Vandalismus beschädigt: Die Klinker wurden abgebrochen und besprüht, die Düsen herausgerissen.
Die ersten Überlegungen, die Brunnenskulptur wieder funktionsfähig zu machen, gehen auf das Jahr 2012 zurück. 2016 wurde zum zweiten Mal die Frage einer Generalsanierung des Brunnens aufgeworfen, als die Stadt ihre Absicht ankündigte. Im Jahr 2017 schrieb das Amt für kommunale Dienstleistungen den Abriss der alten Skulptur, den Bau eines neuen Wasserversorgungssystems sowie die Wiederaufstellung der Skulptur mit neuen und ursprünglichen Klinkern aus. Die Ausschreibung scheiterte schließlich, da die Angebote das vorgesehene Budget überstiegen. Die Stadt signalisierte ihre Absicht, die Skulptur abzureißen und sie durch einen Platz mit Bänken zu ersetzen. Als Antwort auf diesen Plan wandten sich die Bürger mit einer Petition an den Bürgermeister von Stettin, um die Skulptur zu erhalten. Schließlich gab die Stadt den Abrissplan auf und verkündete im Dezember 2017, dass sie zum ursprünglichen Plan für die Renovierung der Skulptur zurückkehren wolle. Im März 2019 wurde eine zweite Ausschreibung für die Sanierungsarbeiten durchgeführt, die jedoch ebenfalls scheiterte, da keine Angebote eingingen. Im Oktober 2020 gab das Stettiner Rathaus bekannt, dass Gelder für die Renovierung der Skulptur in das städtische Budget für 2021 aufgenommen worden waren. Am 22. April 2022 führte die Stadt eine dritte Ausschreibung für die Renovierung der Skulptur durch, die jedoch ebenfalls zu keiner Entscheidung führte.